# Жилетовка
Жилетовка — небольшая река в городе Москве (до июля 2012 года в Подольском районе Московской области), левый приток Пахры. Впадает в Пахру в 2 км западнее села Красная Пахра. На реке стоят село Былово, деревня Поляны.

## Гидрология
Длина — около 10 км. Равнинного типа. Питание преимущественно снеговое. Жилетовка замерзает в ноябре — начале декабря, вскрывается в конце марта — апреле.

## Достопримечательности
В бассейне Жилетовки создан природный парк районного значения. Верховья и среднее течение реки живописны и малолюдны.
В селе Былово сохранилась церковь Архистратига Михаила (XIX век) и часовня-столб на месте снесённой деревянной церкви.